# Heinrich Pflüger
Heinrich Pflüger (* 4. Juni 1908 in München, Königreich Bayern; † 8. Mai 1968 in München, Freistaat Bayern) war ein deutscher Politiker (CSU).

## Leben
Nach dem Besuch der Volksschule und einer Lehre zum Elektrotechniker arbeitete Heinrich Pflüger ab 1925 als Elektrotechniker. Seit 1922 engagierte er sich in der katholischen Jugendbewegung, später im Katholischen Arbeiterverein und danach bis zu deren Auflösung 1933 in der Christlichen Gewerkschaft.
Wegen seiner Mitgliedschaft im Harnier-Kreis, einer monarchistischen Widerstandsgruppe gegen den Nationalsozialismus, wurde er im August 1939 von der Gestapo verhaftet. Nach fünfjähriger Haft wurde er 1944 vom Volksgerichtshof zu fünf Jahren Zuchthaus wegen Hochverrats verurteilt.
Nach der Freilassung bei Kriegsende 1945 war er zunächst bei der KZ-Betreuungsstelle München des Bayerischen Roten Kreuzes tätig, von 1946 bis 1949 leitete er das Staatskommissariat für politisch Verfolgte im Bayerischen Innenministerium, danach war er bis Ende 1952 Vizepräsident des Bayerischen Landesentschädigungsamtes.
1946 war er Mitbegründer des CSU-Ortsverbandes München-Milbertshofen. In der Gründungszeit der Partei gehörte er auch dem Landesvorstand an. 1953 wurde er Geschäftsführer der CSU im Münchner Bezirksverband. Von 1958 bis zu seinem Tode gehörte er dem Bayerischen Landtag an. Er starb am 8. Mai 1968 und wurde auf dem Münchner Waldfriedhof beigesetzt. Sein Nachfolger im Landtag war Erwin Stein.